# Pseudoptilinus fissicollis
Pseudoptilinus fissicollis is een keversoort uit de familie klopkevers (Anobiidae). De wetenschappelijke naam van de soort is voor het eerst geldig gepubliceerd in 1877 door Reitter in Reitter, Saulcy & Weise.